# Championnat d'Europe féminin de football des moins de 19 ans 2019
Ne doit pas être confondu avec Championnat d'Europe de football des moins de 19 ans 2019.
Navigation
Édition 2018 Édition 2022
La 22e édition du championnat d'Europe féminin de football des moins de 19 ans est un tournoi de football féminin qui se tient en Écosse, du 16 au 28 juillet 2019. Les joueuses nées après le 1er janvier 2000 peuvent participer à la compétition. La France s'impose en finale contre l'Allemagne et remporte un cinquième titre.

## Qualification
50 équipes féminines membres de l'UEFA participent aux qualifications pour l'Euro féminin des moins de 19 ans. L'Écosse, en tant que pays organisateur, est qualifiée d'office.
Sont éligibles les joueuses nées après le 1er janvier 2000. À partir de cette saison, il est permis pour chaque match jusqu'à cinq changements.

### Équipes qualifiées
| Équipe     | Méthode de qualification | Participations | Dernière participation | Meilleures performances passées               |
| ---------- | ------------------------ | -------------- | ---------------------- | --------------------------------------------- |
| Écosse     | Pays hôte                | 6e             | 2017                   | Phase de poule (2005, 2008, 2010, 2014, 2017) |
| Allemagne  | Premier du Groupe 1      | 16e            | 2018                   | Champion (2002, 2006, 2007, 2011)             |
| Belgique   | Premier du Groupe 2      | 2e             | 2014                   | Phase de poule (2014)                         |
| Pays-Bas   | Premier du Groupe 3      | 9e             | 2018                   | Champion (2014)                               |
| Espagne    | Premier du Groupe 4      | 14e            | 2018                   | Champion (2004, 2017, 2018)                   |
| Norvège    | Premier du Groupe 5      | 13e            | 2018                   | Finaliste (2003,2008, 2011)                   |
| Angleterre | Premier du Groupe 6      | 13e            | 2017                   | Champion (2009)                               |
| France     | Premier du Groupe 7      | 15e            | 2018                   | Champion (2003, 2010, 2013, 2016)             |

## Premier tour
Les deux premiers de chaque groupe se qualifient pour les demi-finales et se qualifient également pour la Coupe du monde féminine de football des moins de 20 ans 2020.

### Groupe A
| Rang | Équipe   | Pts | J | G | N | P | Bp | Bc | Diff |
| ---- | -------- | --- | - | - | - | - | -- | -- | ---- |
| 1    | France   | 7   | 3 | 2 | 1 | 0 | 8  | 5  | +3   |
| 2    | Pays-Bas | 6   | 3 | 2 | 0 | 1 | 10 | 3  | +7   |
| 3    | Norvège  | 4   | 3 | 1 | 1 | 1 | 7  | 8  | -1   |
| 4    | Écosse   | 0   | 3 | 0 | 0 | 3 | 1  | 10 | -9   |

#### 1rejournée
| 16 juillet 2019 | Norvège        | 0 – 5   | Pays-Bas | Firhill Stadium, Glasgow |                          |
| 17:00           |                | (0 – 4) | 2e Joëlle Smits · 5e Jonna van de Velde ( Joëlle Smits) · 42e Romée Leuchter ( Janou Levels) · 44e Joëlle Smits ( Lisa Doorn) · 69e Kirsten van de Westeringh ( Romy Speelman) | Arbitrage : Ewa Augustyn | Arbitrage : Ewa Augustyn |
| 17:00           | Sara Horte 41e | Rapport | 35e Lynn Wilms | Arbitrage : Ewa Augustyn | Arbitrage : Ewa Augustyn |

| 16 juillet 2019 | Écosse         | 1 – 2   | France                                                   | St. Mirren Park, Paisley     |                              |
| 20:30           | Emma Craig 81e | (0 – 0) | 60e Sandy Baltimore · 90+1e Naomie Feller ( Selma Bacha) | Arbitrage : Zuzana Valentová | Arbitrage : Zuzana Valentová |
| 20:30           | Emma Craig 80e | Rapport |                                                          | Arbitrage : Zuzana Valentová | Arbitrage : Zuzana Valentová |

#### 2ejournée
| 19 juillet 2019 | Pays-Bas              | 1-3   | France                                      | St. Mirren Park, Paisley    |                             |
| 16:00           | Jonna Van de Velde 7e | (1-1) | 5e Naomie Feller · 85e 90+3e Melvine Malard | Arbitrage : Silvia Domingos | Arbitrage : Silvia Domingos |
| 16:00           | Rapport               |       |                                             | Arbitrage : Silvia Domingos | Arbitrage : Silvia Domingos |

| 19 juillet 2019 | Écosse  | 0-4   | Norvège                                                                                         | Firhill Stadium, Glasgow  |                           |
| 18:15           |         | (0-4) | 21e Emilie Bragstad · 24e Anna Jøsendal · 45e Jenny Kristine Røsholm Olsen · 45+3e Rikke Nygård | Arbitrage : Maria Marotta | Arbitrage : Maria Marotta |
| 18:15           | Rapport |       |                                                                                                 | Arbitrage : Maria Marotta | Arbitrage : Maria Marotta |

#### 3ejournée
| 22 juillet 2019 | Pays-Bas                                                   | 4 - 0   | Écosse | St. Mirren Park, Paisley        |                                 |
| 18:15           | Lynn Wilms 8e · Marisa Olislagers 33e · Lisa Doorn 81e 90e | (2 - 0) |        | Arbitrage : Elvira Nurmustafina | Arbitrage : Elvira Nurmustafina |
| 18:15           | Rapport                                                    |         |        | Arbitrage : Elvira Nurmustafina | Arbitrage : Elvira Nurmustafina |

| 22 juillet 2019 | France                                                  | 3 - 3   | Norvège                                   | Firhill Stadium, Glasgow     |                              |
| 18:15           | Lorena Azzaro 9e · Vicki Becho 34e · Melvine Malard 77e | (2 - 2) | 12e 40e Emilie Bragstad · 89e Sarah Horte | Arbitrage : Ivana Projkovska | Arbitrage : Ivana Projkovska |
| 18:15           | Rapport                                                 |         |                                           | Arbitrage : Ivana Projkovska | Arbitrage : Ivana Projkovska |

### Groupe B
| Rang | Équipe     | Pts | J | G | N | P | Bp | Bc | Diff |
| ---- | ---------- | --- | - | - | - | - | -- | -- | ---- |
| 1    | Allemagne  | 7   | 3 | 2 | 1 | 0 | 7  | 1  | +6   |
| 2    | Espagne    | 7   | 3 | 2 | 1 | 0 | 3  | 0  | +3   |
| 3    | Angleterre | 3   | 3 | 1 | 0 | 2 | 2  | 3  | -1   |
| 4    | Belgique   | 0   | 3 | 0 | 0 | 3 | 0  | 8  | -8   |

#### 1rejournée
| 16 juillet 2019 | Espagne                                                           | 2 – 0   | Belgique | Forthbank Stadium, Stirling |                           |
| 19:30           | Clàudia Pina 56e (pen.) · ( Teresa Abelleira) Laia Aleixandri 56e | (0 – 0) |          | Arbitrage : Maria Marotta   | Arbitrage : Maria Marotta |
| 19:30           | Rapport                                                           |         |          | Arbitrage : Maria Marotta   | Arbitrage : Maria Marotta |

| 16 juillet 2019 | Angleterre        | 1 – 2   | Allemagne                                    | McDiarmid Park, Perth        |                              |
| 19:30           | Jessica Naz 90+2e | (0 – 2) | 12e Melissa Kössler · 32e Paulina Krumbiegel | Arbitrage : Ivana Projkovska | Arbitrage : Ivana Projkovska |
| 19:30           | Esme Morgan 77e   | Rapport | 40e Lisa Ebert                               | Arbitrage : Ivana Projkovska | Arbitrage : Ivana Projkovska |

#### 2ejournée
| 19 juillet 2019 | Angleterre | 0-1   | Espagne          | McDiarmid Park, Perth           |                                 |
| 16:00           |            | (0-1) | Olga Carmona 22e | Arbitrage : Elvira Nurmustafina | Arbitrage : Elvira Nurmustafina |
| 16:00           | Rapport    |       |                  | Arbitrage : Elvira Nurmustafina | Arbitrage : Elvira Nurmustafina |

| 19 juillet 2019 | Belgique | 0-5   | Allemagne                                                                             | Forthbank Stadium, Stirling |                           |
| 19:30           |          | (0-2) | 35e 58e Nicole Anyomi · 41e Paulina Krumbiegel · 53e Melissa Kössler · 81e Lisa Ebert | Arbitrage : Maria Marotta   | Arbitrage : Maria Marotta |
| 19:30           | Rapport  |       |                                                                                       | Arbitrage : Maria Marotta   | Arbitrage : Maria Marotta |

#### 3ejournée
| 22 juillet 2019 | Belgique | 0 - 1   | Angleterre       | McDiarmid Park, Perth    |                          |
| 16:00           |          | (0 - 1) | 26e Ebony Salmon | Arbitrage : Ewa Augustyn | Arbitrage : Ewa Augustyn |
| 16:00           | Rapport  |         |                  | Arbitrage : Ewa Augustyn | Arbitrage : Ewa Augustyn |

| 22 juillet 2019 | Allemagne | 0 - 0   | Espagne | Forthbank Stadium, Stirling |                             |
| 16:00           |           | (0 - 0) |         | Arbitrage : Silvia Domingos | Arbitrage : Silvia Domingos |
| 16:00           | Rapport   |         |         | Arbitrage : Silvia Domingos | Arbitrage : Silvia Domingos |

## Tableau final
|  | Demi-finales    | Demi-finales    |        |   | Finale          | Finale          |
|  | Demi-finales    | Demi-finales    |        |   | Finale          | Finale          |
|  |                 |                 |        |   |                 |                 |
|  | 25 juillet 2019 | 25 juillet 2019 |        |   | 28 juillet 2019 | 28 juillet 2019 |
|  | 25 juillet 2019 | 25 juillet 2019 |        |   | 28 juillet 2019 | 28 juillet 2019 |
|  | France          | 3 (ap)          |        |   | 28 juillet 2019 | 28 juillet 2019 |
|  | France          | 3 (ap)          |        |   | 28 juillet 2019 | 28 juillet 2019 |
|  | Espagne         | 1               |        |   | 28 juillet 2019 | 28 juillet 2019 |
|  | Espagne         | 1               | France | 2 |                 |                 |
|  | 25 juillet 2019 |                 | France | 2 |                 |                 |
|  |                 | Allemagne       | 1      |   |                 |                 |
|  | Allemagne       | Allemagne       | 1      | 3 |                 |                 |
|  | Allemagne       |                 |        | 3 |                 |                 |
|  | Pays-Bas        | 1               |        |   |                 |                 |
|  | Pays-Bas        | 1               |        |   |                 |                 |

### Demi-finales
| Demi-finale 1        | Allemagne                                      | 3 - 1   | Pays-Bas     | Firhill Stadium, Glasgow  |                           |
| 25 juillet 2019 16 h | Kössler 19e · Müller 81e (pen.) · Martinez 89e | (1 - 0) | 61e Baijings | Arbitrage : Maria Marotta | Arbitrage : Maria Marotta |
| 25 juillet 2019 16 h | Rapport                                        |         |              | Arbitrage : Maria Marotta | Arbitrage : Maria Marotta |

| Demi-finale 2           | France                        | 3 - 1 (ap) | Espagne           | St. Mirren Park , Paisley |                          |
| 25 juillet 2019 19 h 30 | Malard 104e · Becho 110e 114e | (0 - 0)    | 120e del Castillo | Arbitrage : Ewa Augustyn  | Arbitrage : Ewa Augustyn |
| 25 juillet 2019 19 h 30 | Rapport                       |            |                   | Arbitrage : Ewa Augustyn  | Arbitrage : Ewa Augustyn |

### Finale
| Finale               | France                     | 2 - 1   | Allemagne | St. Mirren Park , Paisley    |                              |
| 28 juillet 2019 16 h | Baltimore 13e · Lakrar 73e | (1 - 1) | 6e Anyomi | Arbitrage : Ivana Projkovska | Arbitrage : Ivana Projkovska |
| 28 juillet 2019 16 h | Rapport                    |         |           | Arbitrage : Ivana Projkovska | Arbitrage : Ivana Projkovska |

| Championne d'Europe de football féminin des moins de 19 ans 2019 France 5e titre |

## Statistiques individuelles
| Place             | Joueur          | Équipe    | Buts |
| ----------------- | --------------- | --------- | ---- |
| Médaille d'or     | Melvine Malard  | France    | 4    |
| Médaille d'argent | Nicole Anyomi   | Allemagne | 3    |
| -                 | Melissa Kössler | Allemagne | 3    |
| -                 | Emilie Bragstad | Norvège   | 3    |
| -                 | Vicki Becho     | France    | 3    |

| Place             | Joueur                       | Club      | Buts |
| ----------------- | ---------------------------- | --------- | ---- |
| Médaille d'or     | Jenny Kristine Røsholm Olsen | Norvège   | 3    |
| Médaille d'argent | Gina Chmielinski             | Allemagne | 2    |
| -                 | Melvine Malard               | France    | 2    |
| -                 | Janou Levels                 | Pays-Bas  | 2    |
| -                 | Nicole Anyomi                | Allemagne | 2    |

## Qualification pour la Coupe du monde des moins de 20 ans
Quatre équipes se qualifient pour la Coupe du monde féminine de football des moins de 20 ans 2020 qui aura lieu au Costa Rica
- France
- Allemagne
- Espagne
- Pays-Bas